# 오더 피킹
오더 피킹(Order picking)은 물류 창고의 프로세스 중 하나이다.

## 기술
- 디지털 피킹 시스템(Digital Picking System, DPS): 디지털로 신속. 정확하게 피킹(찾는)하는 시스템이다. 점포로부터의 발주 데이터를 센터의 상품 RACK에 부착한 표시기에 피킹수량을 디지털로 표시하여 별로의 리스크없이 누구나 신속하고 정확하게 피킹할 수 있는 시스템이다.